# The Dark Side of the Moon Live

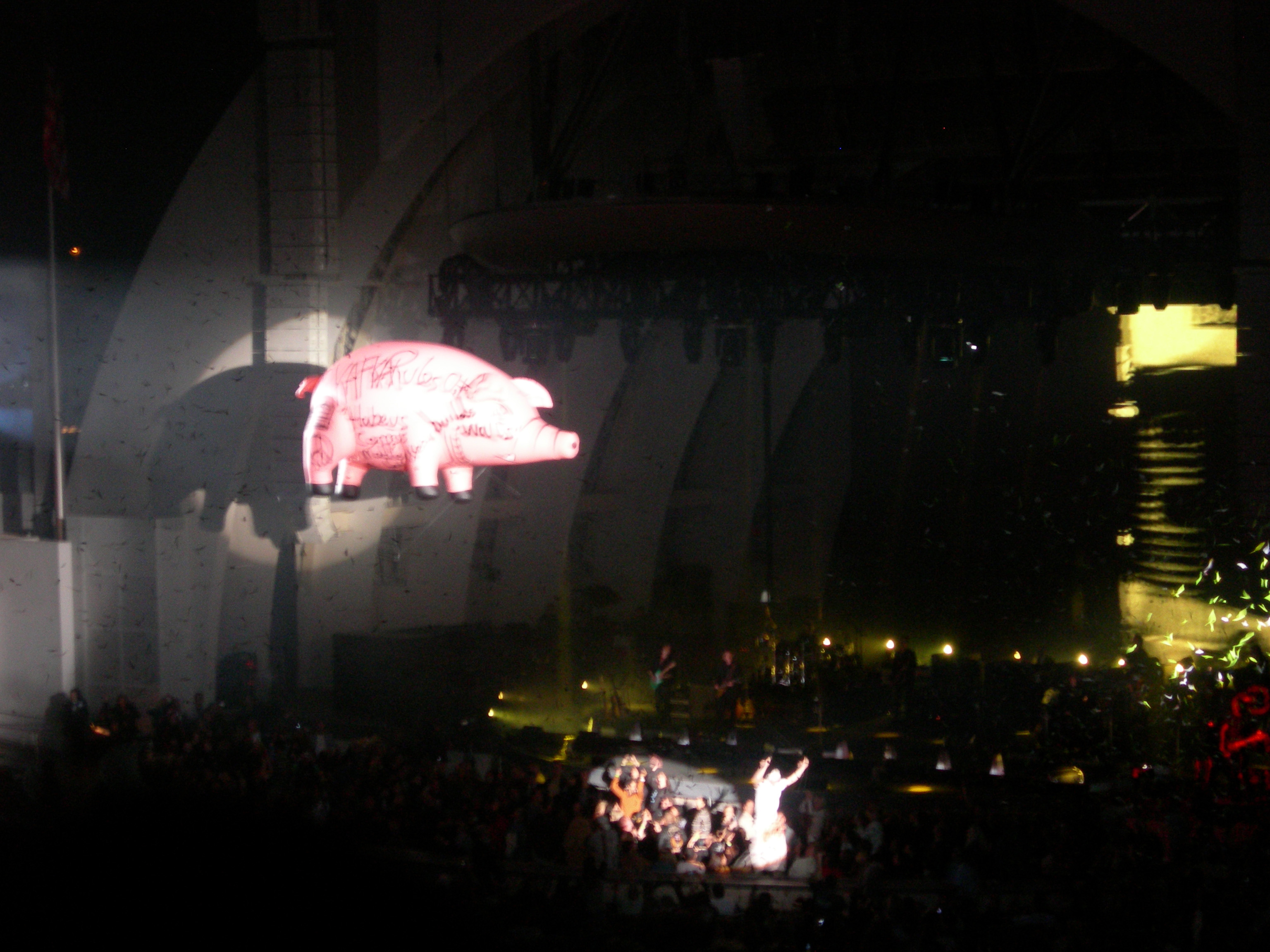
A Sheep című régi Pink Floyd szám alatt jelenik meg a híres disznó, melyen Waters üzenetei olvashatók Amerikának, a világnak.

A turné arculatát Mark Fisher alakította ki, a Pink Floyd The Wall turnéjának díszlettervezője, aki korábban a The Pros and Cons of Hitch Hiking turnéján is dolgozott Roger Waters-nek. Az általa használt látványelemek közé tartoznak a hatalmas felfújható bábuk, a kivetítőn futó filmek és egy 360 fokos kvadrofon hangzást biztosító hangtechnikai készülék.
Az előadások két részből állnak: első felében a Pink Floyd régebbi dalai és Waters szólódalai hangzanak el, a második részben pedig a teljes The Dark Side of the Moon album. A koncerten feltűnik a híres disznó, amelyen Roger Waters üzenetei olvashatók a világnak, de leginkább George W. Bush-nak, az iraki háborúról és a szegénységről. Waters a disznón keresztül üzen az amerikai kormánynak, de diszkriminációmentességet és vallási békét kérő üzenetek is fel-fel bukkannak rajta.

## Az előadók
Az előadók közül többen szerepeltek Waters előző világkörüli turnéján, az 1999-ben indult turnén, melyet dupla koncertlemez és DVD formájában is kiadtak In the Flesh Live címmel. Ezek közé az előadók közé tartozik Snowy White, Andy Fairweather-Low, Jon Carin, Katie Kissoon, P.P. Arnold és Graham Broad is.
- Roger Waters – ének, basszusgitár, akusztikus és elektromos gitár.
- Andy Fairweather-Low – gitár, basszusgitár és ének.
- Snowy White – gitár
- Dave Kilminster – gitár, ének és basszusgitár.
- Jon Carin – szintetizátor, gitár és ének.
- Harry Waters – Hammond orgona és szintetizátor
- Ian Ritchie – szaxofon
- Graham Broad – dob
- Katie Kissoon – háttérvokál
- P. P. Arnold – háttérvokál
- Carol Kenyon – háttérvokál

## A turné dalai
Első rész
1. In the Flesh
2. Mother

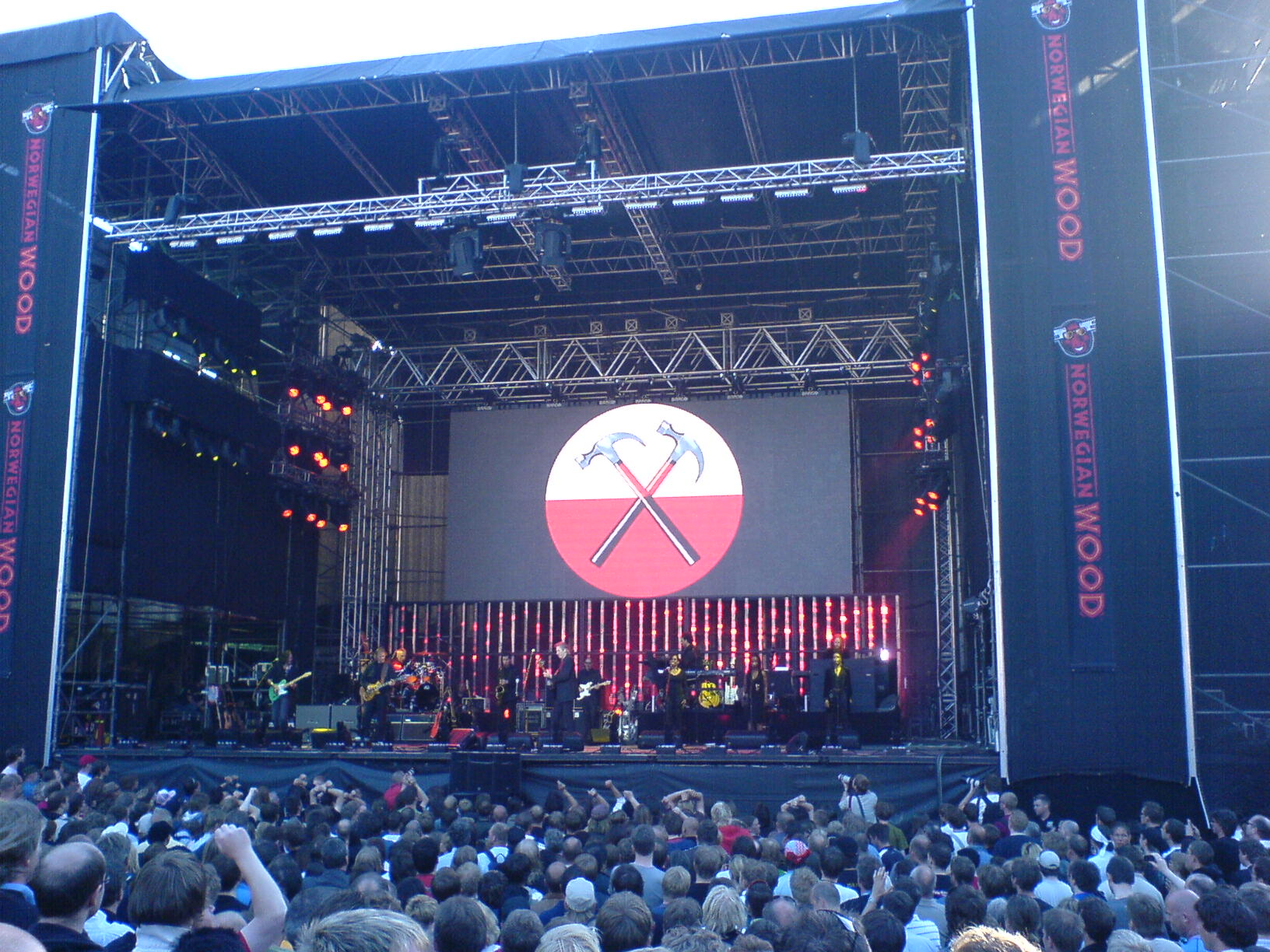
Roger Waters Norvégiában 2006. június 14-én

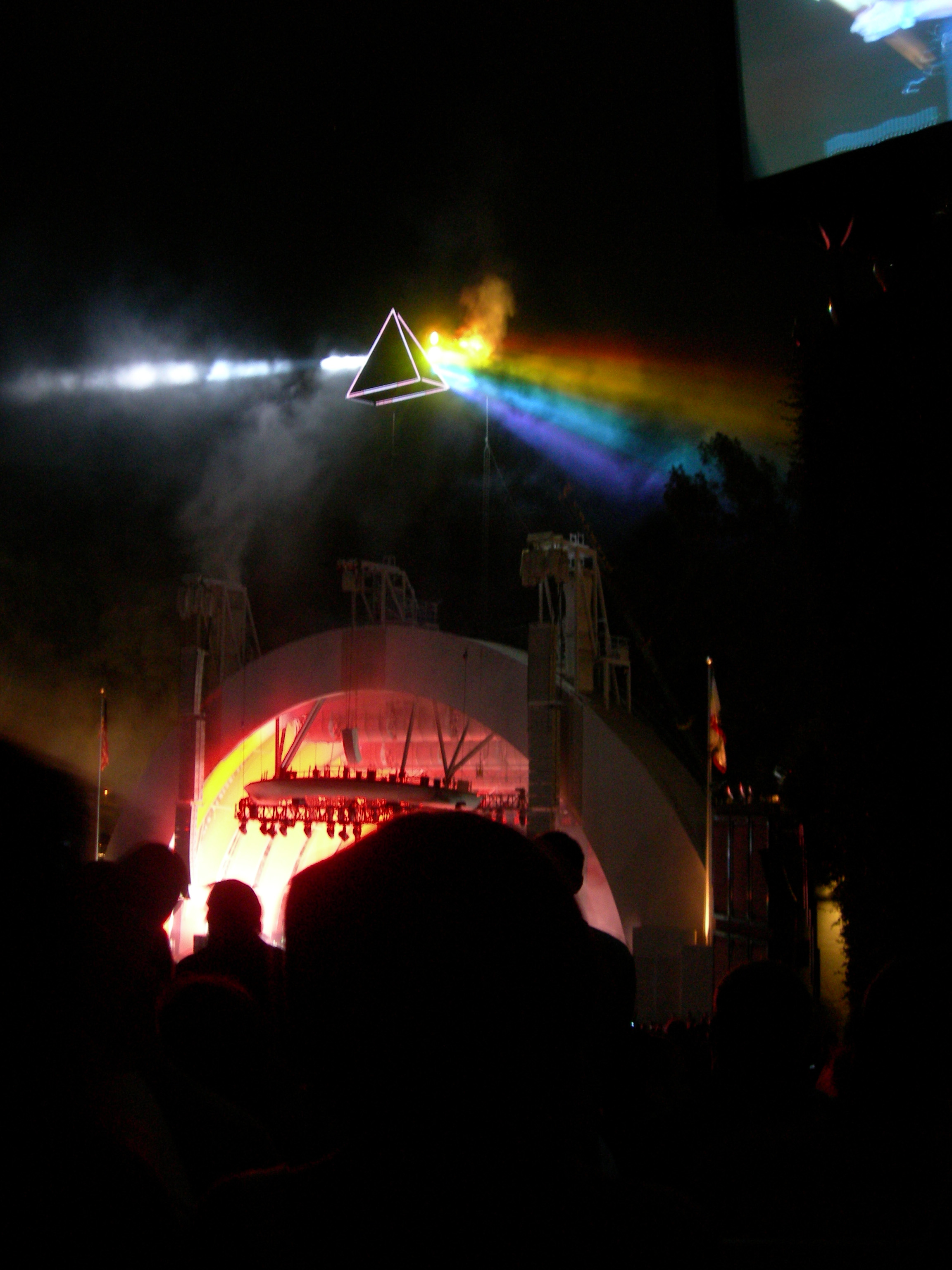
Roger Waters előadása az Eclipse alatt Hollywoodban 2006. október 5-én.

3. Set the Controls for the Heart of the Sun
4. Shine On You Crazy Diamond (Parts II – V) (abridged)
5. Have a Cigar
6. Wish You Were Here
7. Southampton Dock
8. The Fletcher Memorial Home
9. Perfect Sense, Parts 1 and 2
10. Leaving Beirut
11. Sheep

Második rész (The Dark Side of the Moon)
1. Speak to Me
2. Breathe
3. On the Run
4. Time
5. Breathe (Reprise)
6. The Great Gig in the Sky
7. Money
8. Us and Them
9. Any Colour You Like
10. Brain Damage
11. Eclipse

Ráadás
1. The Happiest Days of Our Lives
2. Another Brick in the Wall, Part II
3. Vera
4. Bring the Boys Back Home
5. Comfortably Numb

## Turné időpontok

### Európa (2006)
- Június 2. – Rock In Rio Festival, Lisszabon, Portugália
- Június 4. – Anfiteatro Arena di Verona, Olaszország
- Június 5. – Anfiteatro Arena di Verona, Olaszország
- Június 8. – Wuhlheide, Berlin, Németország
- Június 10. – Arrow Rock Festival, Lichtenvoorde, Hollandia
- Június 12. – Egilsholl Arena, Reykjavik, Izland (Nick Mason közreműködésével)
- Június 14. – Norwegian Wood Festival, Oslo, Norvégia
- Június 16. – Olimpico Stadium, Róma, Olaszország
- Június 18. – Terra Vibe Park, Athén, Görögország
- Június 20. – Kurucesme Arena, Isztambul, Törökország
- Június 22. – Monastery Grounds, Latrun, Neve Shalom, Izrael]
- Június 24. – Vörös Tér, Moszkva, Oroszország
- Június 26. – Viking Stadium, Stavanger, Norvégia
- Június 29. – Marquee Festival, Cork, Írország] (Nick Mason közreműködésével)
- Július 1. – Hyde Park Calling Festival, London, Egyesült Királyság (Nick Mason közreműködésével)
- Július 2. – Roskilde Festival, Dánia
- Július 7. – Ahoy, Rotterdam, Hollandia
- Július 10. – Luxol Fields, Swieqi, Málta]
- Július 12. – Piazza Napoleone, Lucca, Olaszország (Nick Mason közreműködésével)
- Július 14. – Magny-Cours F1 Race Circuit, Nevers, Franciaország] (Nick Mason közreműködésével)
- Július 16. – Moon and Stars Festival, Locarno, Svájc

### Észak-Amerika (2006)
- Szeptember 6. – PNC Bank Arts Center, Holmdel, USA
- Szeptember 8. – Tweeter Center, Mansfield, USA
- Szeptember 9. – Tweeter Center, Mansfield, USA
- Szeptember 12. – Madison Square Garden, New York, USA (Nick Mason közreműködésével)
- Szeptember 13. – Madison Square Garden, New York, USA (Nick Mason közreműködésével)
- Szeptember 15. – Jones Beach, Wantagh, USA]
- Szeptember 16. – Tweeter Center, Camden, USA
- Szeptember 18. – The Palace, Detroit, USA
- Szeptember 20. – Air Canada Centre, Toronto, Kanada
- Szeptember 21. – Bell Centre, Montreal, Kanada
- Szeptember 23. – Nissan Pavilion, Bristow, USA
- Szeptember 24. – Post Gazette Pavilion, Pittsburgh, USA
- Szeptember 27. – Quicken Loans Arena, Cleveland, USA
- Szeptember 29. – First Midwest Bank Amphitheatre, Tinley Park, USA
- Szeptember 30. – Verizon Wireless, Indianapolis, USA
- Október 3. – Cricket Pavilion, Phoenix, USA
- Október 5. – Hollywood Bowl, Los Angeles, USA (Nick Mason közreműködésével)
- Október 6. – Hollywood Bowl, Los Angeles, USA (Nick Mason közreműködésével)
- Október 8. – Hollywood Bowl, Los Angeles, USA (Nick Mason közreműködésével)
- Október 10. – Shoreline Amphitheatre, Mountain View, USA
- Október 12. – Key Arena, Seattle, USA

### Ausztrália, Új-Zéland és Ázsia (2007)
- Január 25. – Acer Arena, Sydney, Ausztrália
- Január 27. – Jade Stadium, Christchurch, Új-Zéland
- Január 29. – North Harbour Stadium, Auckland, Új-Zéland
- Február 1. – Rod Laver Arena, Melbourne, Ausztrália
- Február 2. – Rod Laver Arena, Melbourne, Ausztrália
- Február 5. – Brisbane Entertainment Centre, Brisbane, Ausztrália
- Február 7. – Adelaide Entertainment Centre, Adelaide, Ausztrália
- Február 9. – Members Equity Stadium, Perth, Ausztrália
- Február 12. – Grand Stage, Shanghai, Kína
- Február 15. – Hong Kong Convention and Exhibition Centre, Hong Kong, Kína
- Február 18. – MMRDA Grounds, Mumbai, India
- Február 21. – Media City, Dubai, Egyesült Arab Emírségek

### Közép- és Dél-Amerika (2007)
- Március 2. –Estadio Universitario, Monterrey, Mexikó
- Március 4. – Estadio Tres de Marzo, Guadalajara, Mexikó
- Március 6. – Foro Sol, Mexikóváros, Mexikó
- Március 9. – Parque Metropolitano Simón Bolívar, Bogotá, Kolumbia
- Március 12. – Estadio Monumental, Lima, Peru
- Március 14. – Estadio Nacional de Chile, Santiago, Chile
- Március 17. – Estadio Monumental Antonio Vespucio Liberti, Buenos Aires, Argentína
- Március 18. – Estadio Monumental Antonio Vespucio Liberti, Buenos Aires, Argentína
- Március 23. – Sambadrome, Rio de Janeiro, Brazília
- Március 24. – Estádio do Morumbi, São Paulo, Brazília

### Európa (2007)
- Április 11. – Hallenstadion, Zürich, Svájc
- Április 13. – Sazka Arena, Prága, Csehország
- Április 14. – Papp László Budapest Sportaréna, Budapest, Magyarország
- Április 16. – Cologne Arena, Németország
- Április 28. – Leipzig Arena, Leipzig, Németország
- Április 19. – Colour Line Arena, Hamburg, Németország
- Április 21. – St Jordi, Barcelona, Spanyolország
- Április 23. – Datchforum, Milán, Olaszország
- Április 25. – Sportpaleis Merksem, Antwerpen, Belgium
- Április 27. – Globen, Stockholm, Svédország
- Április 29. – Vestlandshallen, Bergen, Norvégia
- Május 1. – Augustenborg, Soenderborg, Dánia
- Május 3. – Palais Omnisports de Paris-Bercy, Párizs, Franciaország
- Május 5. – Gelredome, Arnhem, Hollandia
- Május 7. – MEN Arena, Manchester, UK
- Május 8. – NEC Arena, Birmingham, UK
- Május 11. – Earls Court Exhibition Centre, London, UK
- Május 12. – Earls Court Exhibition Centre, London, UK
- Május 14. – The Point Theatre, Dublin, Írország

### Észak-Amerika (2007)
- Május 18. – Sound Advice Amphitheater, West Palm Beach, USA
- Május 19. – Ford Amphitheatre, Tampa, USA
- Május 22. – Philips Arena, Atlanta, USA
- Május 24. – Continental Airlines Arena, East Rutherford, USA
- Május 30. – Madison Square Garden, New York, USA
- Június 1. – Wachovia Center, Philadelphia, USA
- Június 2. – Wachovia Center, Philadelphia, USA
- Június 4. – Scotiabank Place, Ottawa, Kanada
- Június 6. – Colisée Pepsi, Quebec, Kanada
- Június 7. – Bell Centre, Montreal, Kanada
- Június 9. – United Center, Chicago, USA
- Június 13. – Hollywood Bowl, Los Angeles, USA
- Június 15. – Verizon Wireless Amphitheatre, Irvine, USA
- Június 16. – MGM Grand, Las Vegas, USA
- Június 19. – Oracle Arena, Oakland, USA
- Június 21. – GM Place, Vancouver, Kanada
- Június 23. – Saddledome, Calgary, Kanada
- Június 24. – Rexall Place, Edmonton, Kanada
- Június 27. – MTS Centre, Winnipeg, Kanada
- Június 29. – Qwest Center Omaha, Omaha, USA
- Június 30. – Xcel Center, Saint Paul, USA
- Július 2. – Marcus Amphitheater, Milwaukee, USA
- Július 9. – TD Banknorth Garden, Boston, USA
- Július 10. – New England Dodge Music Center, Hartford, USA
- Július 13. – Darien Lake Performing Arts Center, Darien, USA
- Július 14. – Rogers Centre, Toronto, Kanada